# Vitas

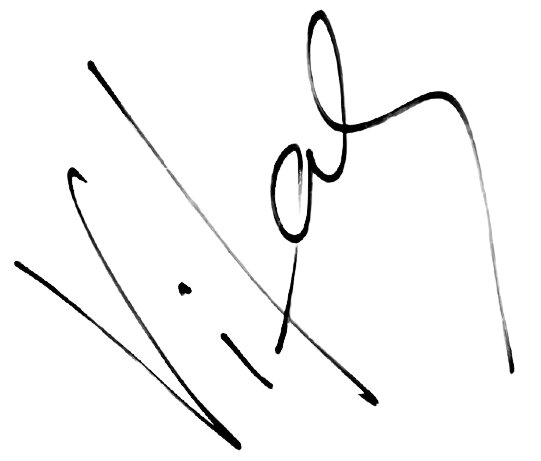
Chữ ký

Vitas (tiếng Nga: Витас) là nghệ danh của Vitaliy "Vitalik" Vladasovich Grachyov (tiếng Latvia: Vitalij Vladasovič Gračëv; tiếng Nga: Виталий Владасович Грачёв; phiên âm tiếng Việt: Vi-ta-li "Vi-ta-lích" Vla-đa-sô-vích Gra-chốp, sinh ngày 19 tháng 2 năm 1979), là một ca sĩ người Ukraina, hát chủ yếu bằng tiếng Nga, và là một người viết bài hát.
Được biết đến với giọng cao của mình và âm vực lên tới năm quãng tám, anh được đặt cho biệt danh "Prince of the Dolphin Voice" ("Hoàng tử mang giọng ca cá heo") tại Trung Quốc. Âm nhạc của anh thường rất khó để phân loại, kết hợp các yếu tố của techno, dance, nhạc cổ điển, jazz và dân ca. Ca khúc năm 2000 của anh, "Opera No. 2" ("Opera #2"; phát hành như một đĩa đơn vào năm 2001) đã lan truyền một cách nhanh chóng trên internet, điều ảnh hưởng quan trọng tới sự thừa nhận tài năng của anh trên toàn thế giới. Anh cũng được biết đến với việc tự thiết kế trang phục biểu diễn của mình. DIVA (ДИВА) là tên của ban nhạc đồng hành cùng Vitas trong các buổi biểu diễn của anh.
Vitas đã có được danh tiếng to lớn thông qua hệ thống truyền hình Nga, và từ năm 2005 sự nghiệp của anh đã lan sang thị trường châu Á. Vitas đã ký hợp đồng với những hãng giải trí như Universal, đơn vị phụ trách phân phối âm nhạc của anh tại thị trường Đài Loan, và anh đã lưu diễn rộng rãi ở Trung Quốc cùng một số quốc gia khác. Anh đã biểu diễn song ca cùng nhiều ca sĩ khác bao gồm cả Demis Roussos, Lucio Dalla và người ông Arkadiy Davydovich Marantsman (Аркадий Давыдович Маранцман) của chính Vitas, người đã hát cùng anh ca khúc "Friendship".

## Tiểu sử
Sinh ra với tên khai sinh Vitaliy Vladasovich Grachyov vào ngày 19 tháng 2 năm 1979 tại Odessa, Ukraina (và không phải như thông báo trước kia là ở Daugavpils, Latvia), Vitas lớn lên ở quê hương Odessa và là người gốc Nga. Anh cho thấy sự hứng thú với âm nhạc ngay từ những năm đầu đời. Ông của Vitaliy đã dạy cho anh chơi phong cầm, và anh bắt đầu viết những bài hát từ khi còn là một đứa trẻ. Sau đó, anh bắt đầu được học về âm nhạc một cách căn bản hơn. Vitaliy tham gia một trường dạy nghệ thuật ở Odessa và là một thiếu niên xuất hiện trong nhiều tác phẩm sân khấu khác nhau. Anh được "phát hiện" bởi một nhà sản xuất/quản lý khách mời, Sergey Pudovkin, người ngỏ lời mời Vitas tới Moscow. Lời mời này dựa trên nền tảng khả năng diễn xuất của Vitas lúc đó: Pudovkin chưa hề nghe anh hát trước khi đến ngôi trường này. Vitas đã đến Moscow với vài bản demo âm nhạc của mình và bắt đầu làm việc với Pudovkin.

## Sự nghiệp

### Những năm đầu
Vitas được công chúng Nga biết đến lần đầu vào tháng 12 năm 2000 với ca khúc Opera No. 2, gây chú ý với khán giả bởi giọng hát cao và nội lực một cách đầy bất ngờ. Trong video âm nhạc, Vitas miêu tả một người đàn ông cô đơn lập dị mang trên mình những phần mang cá, sống trong một bồn tắm với những chiếc lọ cá và chơi phong cầm trong tình trạng khỏa thân.
Chương trình hòa nhạc của Vitas mang tên Philosophy of Miracle tổ chức tại Điện Kremli ngày 29 tháng 3 năm 2002, thiết lập một kỷ lục cho Vitas như nghệ sĩ trẻ tuổi nhất từng thực hiện một buổi hòa nhạc solo tại địa điểm uy tín này. Anh cũng trình diễn bộ sưu tập thời trang của mình mang tên "Autumn Dreams" trên sân khấu Điện Kremli ngày 29 tháng 9 năm 2002.
Vitas nhận được một lời mời từ Lucio Dalla - nhà soạn nhạc, người đã tạo ra ca khúc "Caruso" - biểu diễn ca khúc này cùng với tác giả tại buổi hòa nhạc "San Remo in Moscow" được tổ chức tại Điện Kremli vào năm 2003. Giọng ca của Vitas không chỉ mê hoặc khán giả mà còn quyến rũ cả chính Dalla, tác giả này mời Vitas tới Rome tham gia vào buổi diễn tập của "Toska", phiên bản hiện đại của vở opera huyền thoại.
Để dành tặng người mẹ của mình, người đã mất năm 2001, Vitas phát hành hai album, The Songs of My Mother và Mama. The Songs of My Mother bao gồm những bài hát cổ điển Nga mà đôi khi được coi là "kho báu" của các ca sĩ nhạc pop hát tiếng Nga. Album còn lại Mama bao gồm một số ca khúc mới được sáng tác bởi Vitas. Tháng 11 năm 2003, Vitas tiến hành thực hiện chương trình lưu diễn thứ hai của mình, The Songs of My Mother tại Russia Concert Hall, Moscow. So sánh với chuyến lưu diễn Philosophy of Miracle đầy rực rỡ, The Songs of My Mother tỏ ra giản dị hơn và tập trung vào các bài hát cổ điển Nga. Từ năm 2004 đến năm 2006, đội ngũ quản lý của Vitas, Trung tâm sản xuất "Pudovkin" tiếp tục chuyến lưu diễn "The Songs of My Mother" tại Nga, Mỹ, Đức, Kazakhstan, Israel và các quốc gia Baltic.
Ngoài sự nghiệp ca hát của mình, Vitas cũng đóng vai chính trong loạt phim truyền hình về bí ẩn những vụ giết người mang tên "Beloved Scoundrel" bằng tiếng Anh, và "Сволочь ненаглядная" bằng tiếng Nga, trong đó anh đóng vai một ca sĩ nhạc pop với giọng cao bất thường, một phiên bản của chính mình. Anh cũng đóng vai chính trong một bộ phim hài mang tên Crazy Day.

### Phát triển về âm nhạc và hình ảnh cá nhân
Trong tháng 6 năm 2006, Vitas được mời bởi Đài truyền hình trung ương Trung Quốc (CCTV) để tham gia vào sự kiện lớn "Năm của Nga tại Trung Quốc" tại Bắc Kinh. Vitas biểu diễn hai bài hát, The Star và "Opera No. 2," trong chương trình. Sự kiện này đánh dấu khởi đầu cho sự nổi tiếng của Vitas tại Trung Quốc. Trong những năm tiếp theo, anh đi lưu diễn rộng rãi ở Trung Quốc và cũng biểu diễn tại một buổi lễ chào đón Thế vận hội Mùa hè 2008 tại Bắc Kinh.
Chuyến lưu diễn của Vitas mang tên "Return Home" được bắt đầu năm 2006, có nét tương đồng với Songs of My Mother về phong cách giản lược. Buổi hòa nhạc thực hiện tại St. Petersburg ngày 4 tháng 3 năm 2007 sau đó đã được phát hành dưới dạng DVD thông qua website của Vitas cũng như phát hành chính thức ở một số nước, mặc dù nhiều bài hát đã được loại bỏ. Toàn bộ buổi hòa nhạc tại Moscow sau đó được phát hành dưới dạng DVD, nhưng chỉ mua được trên trang web của Vitas cũng như ở các buổi biểu diễn của anh. Buổi hòa nhạc "Return Home" của Vitas tại Bucharest, Romania ngày 25 tháng 2 năm 2009 được truyền hình trực tiếp trên các kênh TVR2 và TVRi thuộc hệ thống truyền hình Romania, đạt rating cao nhất trong vòng mười hai tháng .
Tháng 10 năm 2007, Vitas ký kết hợp đồng với hãng thu âm Mỹ Gemini Sun Records (nay không còn tồn tại). Gemini Sun đã phát hành bộ CD + DVD tổng hợp mang tên Audio Visual Connect Series Vitas, có 8 video ca nhạc với các bài hát tương ứng trên đĩa CD, cộng thêm một bonus track trên CD. Trong năm 2008, anh cũng cho phát hành Light of A New Day, một track dài 40 phút chứa những đoạn xướng âm không thành lời (là đặc trưng của Vitas) và những phần chơi nhạc cụ. Bài hát được đăng tải trên website dưới dạng download miễn phí, và được hoan nghênh bởi đông đảo người hâm mộ trong việc sử dụng như một liệu pháp âm nhạc (music therapy).
Chuyến lưu diễn "Sleepless Night" sau đó có bao gồm các buổi hòa nhạc tại Trung Quốc, và nó tỏ ra phức tạp hơn trong cách trình diễn so với một "Return Home" giản dị. Ngoài ra, một buổi biểu diễn từ thiện, trong đó Vitas biểu diễn ca khúc "The Star", được tổ chức vào ngày 12 tháng 5 năm 2009 tại tỉnh Tứ Xuyên để tưởng nhớ các nạn nhân của thảm họa động đất xảy ra một năm trước đó; một bài hát được biết đến với cái tên "Mommy and Son" được phát hành vào cuối tháng 10 năm 2009 để tưởng nhớ các nạn nhân của trận động đất. Đây là ca khúc chủ đề đầu tiên của album mới "Mommy and Son" (phát hành vào ngày 1 tháng 9 năm 2011), trong đó bao gồm những bài hát mới, chẳng hạn như "C'est La Vie" (nghĩa là "Such is life" ("Cuộc sống là đây") trong tiếng Pháp), "Once More", "Let the Father Teach!", "Young Rook" và một vài ca khúc khác.
Vitas góp mặt với vai Wude (hoặc Gude) - một ca sĩ bị bắt làm nô lệ trong bộ phim Trung Quốc năm 2009 Hoa Mộc Lan, được công chiếu tại Bắc Kinh vào ngày 16 tháng 11 năm 2009. Anh cũng ghi âm cho soundtrack của bộ phim.
Vào đầu năm 2011, Vitas thực hiện một loạt bảy buổi hòa nhạc Sleepless Night tại Bắc Mỹ. Buổi hòa nhạc được tổ chức tại New York, Toronto, Chicago, Miami, Vancouver, Los Angeles và San Francisco. Vitas cũng xuất hiện trong bộ phim năm 2011 của Trung Quốc Kiến Đảng Vĩ Nghiệp (The Founding of a Party, tên thay thế trong tiếng Anh là Beginning of the Great Revival), đóng vai Grigori Voitinsky. Anh cũng đóng vai chính cùng Huỳnh Thánh Y trong vở nhạc kịch One Night To Be Star.

## Đời tư
Vitas giữ bí mật về đời tư của mình, anh từ chối trả lời phỏng vấn về chủ đề này. Mặc dù Vitas và quản lý của mình trước đó phủ nhận rằng anh đã kết hôn, Vitas đã tổ chức đám cưới với vợ anh là Svetlana năm 2006. Họ có một con gái, Alla, sinh năm 2008. Tháng 2 năm 2010, trong một buổi hòa nhạc tại St. Petersburg, Vitas đã hát ca khúc "Lullaby" dành tặng cho con gái của mình. Trong tháng 1 năm 2012, Vitas và gia đình được phỏng vấn trong chương trình "Let Them Talk" - talk show nổi tiếng của Nga. Tháng Ba cùng năm, một Vitas trong trạng thái quẫn trí xuất hiện một lần nữa trong chương trình để đối đầu với những cáo buộc của một người đàn ông tuyên bố rằng mình là cha đẻ của Vitas. Sau nhiều phản ứng dữ dội tới từ bạn bè và người thân của Vitas, các kết quả DNA chứng minh rằng người đàn ông này không phải cha của Vitas. Như một cử chỉ biểu lộ sự tha thứ cho gia đình của người đàn ông, Vitas đã hát và nhảy cùng mẹ của người đàn ông này.
Vitas bị bắt vào ngày 10 tháng 5 năm 2013 khi đâm phải một người đi xe đạp bằng chiếc Infiniti SUV của anh trong khi đang lái xe trong tình trạng bị ảnh hưởng bởi rượu. Các kênh truyền hình Russia-1  và Kênh 1 đã thông báo rộng rãi về tai nạn này. Các kênh này và nhiều kênh truyền hình khác đã cho trình chiếu giấy phép lái xe của Vitas với đầy đủ thông tin cá nhân, được trình chiếu cho các nhà báo bởi cảnh sát. Vụ việc xảy ra tại vùng đông bắc Moscow, gần Trung tâm Triển lãm VVC. Một vật mang hình dạng khẩu súng được tìm thấy trong xe vào thời điểm đó. Người đi xe đạp tên Olga không bị thương và bắt đầu quay phim lại tình hình diễn ra với cảnh sát sau đó, trong đó mô tả một Vitas trong trạng thái không cạo râu và lắc lư không tỉnh táo, bị giữ bởi lực lượng thi hành công vụ, người vợ Svetlana đang buông lời tục tĩu, và con gái bốn tuổi của anh đang khóc ở phía sau. Báo cáo sau đó cáo buộc rằng Vitas đe dọa người đi xe đạp với một khẩu súng lục giả, nhưng tòa án phán quyết các cáo buộc là vô căn cứ. Vitas đã thừa nhận tội danh, và mặc dù mức án cao nhất anh có thể nhận được là 10 năm tù giam, Tòa án Ostankinko của Moscow phạt Vitas một khoản tiền 100.000 rúp (£2,000/ €2,250) vào ngày 26 tháng 8 năm 2013 với tội danh tấn công cảnh sát. Vụ bê bối dường như không ảnh hưởng đến danh tiếng của Vitas tại Nga, với những buổi biểu diễn sau đó vẫn hết sạch vé, tuy nhiên, một buổi hòa nhạc tại Trùng Khánh, Trung Quốc đã phải hủy bỏ do doanh thu bán vé ế ẩm.
Người ông của Vitaliy, Arkady Davidovich, mất ngày 29 tháng 7 năm 2013 sau một cơn đau tim, hưởng thọ 90 tuổi. Vitas đã được gần ông của mình và cảm thấy nguyên nhân cái chết của ông là do tai nạn xe hơi của mình. Trong tháng Năm, trang fanpage của Vitas đã cho đăng tải những lời cảm ơn sự ủng hộ của người hâm mộ và lời xin lỗi tới nạn nhân của vụ tai nạn  cũng như một lần nữa xuất hiện trên "Let Them Talk" để giải trình những uẩn khúc, và trong tháng Tám, một video được đăng tải trên trang cá nhân, trong đó Vitas cảm ơn sự ủng hộ của người hâm mộ và gửi lời xin lỗi tới mọi người.

## Danh sách đĩa hát

### Album
| Tên tiếng Nga                           | Tên tiếng Anh                                 | Năm  |
| --------------------------------------- | --------------------------------------------- | ---- |
| Философия чуда                          | Philosophy of Miracle                         | 2001 |
| Улыбнись                                | Smile!                                        | 2002 |
| Мама                                    | Mama                                          | 2003 |
| Песни моей мамы                         | The Songs of My Mother                        | 2003 |
| Поцелуй длиною в вечность               | A Kiss as Long as Eternity                    | 2004 |
| Возвращение домой                       | Return Home                                   | 2006 |
| Криком журавлиным, Возвращение домой II | Crane's Cry, Return Home Part 2               | 2007 |
| Хиты ХХ века                            | 20th Century Hits                             | 2008 |
| **                                      | Audio Visual Connect Series: Vitas (CD + DVD) | 2008 |
| Скажи, что ты любишь                    | Say You Love                                  | 2009 |
| Шедевры трех веков                      | Masterpieces of Three Centuries               | 2010 |
| Романсы                                 | Romances                                      | 2011 |
| Мама и Сын                              | Mommy and Son                                 | 2011 |
| Только ты. История моей любви,Часть 1   | Only You. My Love Story, Part I               | 2013 |

### Các chương trình lưu diễn
| Tên tiếng Nga                                 | Tên tiếng Anh                           | Năm       |
| --------------------------------------------- | --------------------------------------- | --------- |
| Философия чуда                                | Philosophy of Miracle Tour              | 2002–2003 |
| Песни моей мамы                               | The Songs of My Mother Tour             | 2003–2006 |
| Возвращение домой                             | Return Home Tour                        | 2006–2009 |
| Бессонные ночи                                | Sleepless Night Tour                    | 2009–2012 |
| Мама и Сын. Избранное. Лучшее и новое для Вас | Mommy and Son. The Best and New For You | 2011–nay  |
| Мировое тур "Скажи, что ты любишь"            | "Say You Love" World Tour               | 2011–nay  |

### DVD
| Tên tiếng Nga               | Tên tiếng Anh                                 | Năm  |
| --------------------------- | --------------------------------------------- | ---- |
| Витас в Кремле              | Vitas in the Kremlin                          | 2002 |
| Песни моей мамы             | The Songs Of My Mother                        | 2003 |
| Возвращение Домой Петербург | Return Home in St. Petersburg                 | 2007 |
| Возвращение домой Москва    | Return Home in Moscow                         | 2007 |
| Лучшее от Витаса на DVD     | The Best from Vitas on DVD                    | 2007 |
| **                          | Myth Of The Shaking Soul Voice                | 2007 |
| **                          | Audio Visual Connect Series: Vitas (CD + DVD) | 2008 |
| Бессонная ночь Петербург    | Sleepless Night in St. Petersburg             | 2010 |
| Мама и сын                  | Mommy And Son                                 | 2013 |

### Đĩa đơn/EP
| Tên tiếng Nga   | Tên tiếng Anh      | Năm  |
| --------------- | ------------------ | ---- |
| Опера №2        | Opera No. 2        | 2001 |
| До свидания     | Good-bye           | 2001 |
| Свет Нового Дня | Light of a New Day | 2008 |

### Video
| Tựa đề gốc                      | Tên tiếng Anh                                | Năm  |
| ------------------------------- | -------------------------------------------- | ---- |
| Опера №2                        | Opera No. 2                                  | 2000 |
| Опера №1                        | Opera No. 1                                  | 2001 |
| Блаженный Гуру                  | Blessed Guru                                 | 2001 |
| 7 элемент                       | The 7th Element                              | 2001 |
| Улыбнись!                       | Smile!                                       | 2002 |
| Звезда                          | The Star                                     | 2003 |
| Мама                            | Mama                                         | 2003 |
| Птица Счастья                   | The Bird of Happiness                        | 2004 |
| Поцелуй Длиною В Вечность       | Kiss As Long As Eternity                     | 2004 |
| Берега России                   | Shores of Russia                             | 2005 |
| Лючия ди Ламмермур              | Lucia Di Lammermoor                          | 2006 |
| Криком Журавлиным               | Crane's Crying                               | 2006 |
| Ямайка                          | Jamaica                                      | 2007 |
| 青藏高原                        | Tibetan Plateau                              | 2008 |
| La donna è mobile               | La donna è mobile                            | 2009 |
| Люби меня                       | Love Me                                      | 2010 |
| Раз два три                     | One-Two-Three                                | 2011 |
| Фронтовики                      | War Veterans                                 | 2012 |
| Мне бы в небо (Дуэт с Ксеноной) | Up in the Sky (song ca cùng Ksenona Ksenia)  | 2012 |
| Я подарю мир                    | I'll Give You The World                      | 2013 |
| Делю любовь на доли             | I Divide Love Into Shares                    | 2016 |
| Made in China                   | Made in China (song ca cùng Sergey Pudovkin) | 2016 |
| ПОДАРИ                          | Give Me Love                                 | 2017 |
| Roll With The Beat              | Roll With The Beat (feat. Nappy Roots)       | 2018 |
| Симфоническая                   | Symphonic                                    | 2018 |
| Delala                          | Delala                                       | 2019 |

## Giải thưởng và thành tựu
| Năm              | Hạng mục | Bản thu âm                        |
| ---------------- | --- | --------------------------------- |
| 2001, 2002, 2003 | Đĩa đơn bán chạy nhất của Giải thưởng Ghi âm Nga | "Opera # 2"                       |
| 2001             | Giải "Komsomolskaya Pravda" và Nghệ sĩ Phát hiện của năm của Cuộc bầu chọn qua Internet "FORUM 2001"                                                                    | —                                 |
| 2000, 2001, 2002 | Ba lần đoạt giải festival "The Song of the Year-2000", "The Song of the Year-2001" và "The Song of the Year-2002"                                                       | —                                 |
| 2001, 2002       | Hai lần đoạt giải "Máy hát Vàng" của People | "Opera # 2", "Smile!"             |
| 2001, 2002, 2003 | Ba lần đoạt Giải thưởng Âm nhạc "PODIUM" cho Thành tựu kiểu cách nhất trong nhạc pop                                                                                    | —                                 |
| 2001, 2002, 2003 | Giải thưởng "People’s HIT" của Nga | "Opera # 2", "Smile!", "The Star" |
| 2001, 2003       | Giải thưởng "100 Per Cent HIT" của đài "HIT FM" | —                                 |
| 2002             | Giải thưởng âm nhạc quốc gia "Ovation" cho Nghệ sĩ solo của năm | —                                 |
| 2004             | Giải thưởng của cổng thông tin internet AFISHA.COM của Nga | —                                 |
| 2007             | Thành viên của Cục Nghệ thuật | —                                 |
| 2007             | Album tuyệt nhất – NewsMusic Poll | "Crane's Crying"                  |
| 2011             | Là người chiến thắng Cuộc thi Người viết bài hát Quốc tế, hạng Ba cho hạng mục Video ca nhạc với Opera#2. Cũng giành vị trí á quân trong cuộc bầu chọn People's Choice. | "Opera #2"                        |